# Carrow Road
Carrow Road és un estadi de futbol de Norwich, Anglaterra, i és la seu del Norwich City Football Club.
Carrow Road, anomenat així per l'avinguda en què està ubicat, va ser construït pel Norwich City el 1935. La construcció va durar només 82 dies. Abans de la construcció d'aquest estadi el club jugava al Newmarket Road i al The Nest.

## Història
El Norwich City va jugar al Newmarket Road del 1902 al 1908, on el rècord d'assistència va ser de 10.366 aficionats, en un partit davant del Sheffield Wednesday en la segona ronda de la FA Cup del 1908. Després de disputes sobre la renda del Newmarket Road, el club va canviar de seu el 1908 i es va traslladar al "The Nest". En aquesta nova seu van aparèixer problemes amb la capacitat i seguretat de l'estadi, pel que el club va començar a buscar una seu alternativa el 1926. El 15 de maig del 1935 la Football Association va escriure una carta al club en què indicava que l'estadi The Nest ja no era adequat per a albergar grans multituds.
A unes setmanes que comencés la temporada, la FA va prohibir l'ús del  The Nest, de manera que el club, l'1 de juny del 1935 va adquirir un contracte de 20 anys de lloguer de la casa de Boulton Paul Sports Ground, a Carrow Road, del seu amo J & J Colman.